# Río Bonito
Río Bonito ist eine Ortschaft und eine Parroquia rural („ländliches Kirchspiel“) im Kanton El Guabo der ecuadorianischen Provinz El Oro. Die Parroquia besitzt eine Fläche von 156,55 km². Die Einwohnerzahl lag im Jahr 2010 bei 5476.

## Lage
Die Parroquia Río Bonito liegt im Südwesten von Ecuador. Das Gebiet reicht vom Hinterland der Pazifikküste im Nordwesten über die Küstenebene bis an den Westrand der Cordillera Occidental mit Höhen im äußersten Südosten des Verwaltungsgebietes von 3255 m. Die Flüsse Río Bonito, Río Pagua und Río Siete entwässern das Areal nach Nordwesten. Der Hauptort Río Bonito befindet sich am gleichnamigen Fluss 16,5 km nordnordöstlich des Kantonshauptortes El Guabo. Die Fernstraße E25 (El Guabo–Naranjal) führt an Río Bonito vorbei. 5 km weiter nordnordöstlich von Río Bonito befindet sich die Kleinstadt Camilo Ponce Enríquez.
Die Parroquia Río Bonito grenzt im Nordwesten an die Provinz Guayas mit der Parroquia Tenguel (Kanton Guayaquil), im Norden und im Nordosten an die Provinz Azuay mit den Parroquias Camilo Ponce Enríquez und Pucará sowie im Süden an die Parroquias El Progreso (Kanton Pasaje), El Guabo und Tendales.

## Orte und Siedlungen
Neben dem Hauptort Río Bonito gibt es in der Parroquia folgende Comunas:
- 5 de Agosto
- Chimborazo
- Cotopaxi
- Defensores Orenses
- El Garrido
- Esperanza de El Oro
- Pagua
- San Miguel de Brasil

und folgende Recintos:
- Bellavista de El Oro
- Guayacán
- Luis Alberto Pando
- Rio Siete
- Sabanas de Pagua
- San Vicente

## Geschichte
Die Parroquia Río Bonito wurde am 5. Dezember 2002 im Registro Oficial N° 719 offiziell verkündet und damit gegründet.